# Івер Розенкранц
Івер Еріксен Розенкранц (5 грудня 1674 — 13 листопада 1745) — данський державний діяч і землевласник.

## Ранні роки
Був сином Еріка Розенкранца, члена Таємної ради, та його третьої дружини Маргарет Краббе. Батько помер, коли Іверу було 7 років. Видається, що він отримав гарну освіту, втім невідомо де саме. 1691 вступив до щойно створеної Лицарської академії в Копенгагені. За три роки вирушив до обов'язкової подорожі за кордон, повернувшись 1697. У січні 1698 був призначений на пост камерюнкера принцеси Софії Гедвіг.

## Дипломатична кар'єра
король Фредерік IV відрядив Розенкранца з дипломатичною місією до Карла XII, утім вона виявилась невдалою. 1702 року він отримав посаду радника, служив послом Данії в Англії у 1702-1706 та 1710–1714 роках. Після повернення очолив Комерцколегіум. Невдовзі зіпсувались його відносини з королем та його дружиною Анною Софією, після чого втратив титули та був призначений губернатором Віборга. Утім Розенкранц залишався у гарних відносинах з братами й сестрами короля.

## Міністр у справах держави
Коли Фредерік IV помер, новий король Кристіан VI одразу ж покликав Розенкранца до Копенгагена, де той став лицарем ордена Слона й очолив два данських канцлерства. Під час ворожнечі між Англією та Францією підтримав Англію. Також відзначився своєю підтримкою Копенгагенського університету. Звільнений з посади 1735 року.
У червні 1713 був обраний членом Лондонського Королівського товариства.

## Родина
Був одружений двічі: спочатку з Бригітою, дочкою Фредеріка Герсдорфа, головного церемоніймейстера Равнгольта й Теллеса; вдруге — з Шарлоттою Амалією, дочкою Крістена Скіла, префекта Вальо. Від другого шлюбу народився син на ім'я Фредерік Кристіан.